# جون فاركهارسون
جون فاركهارسون (بالإنجليزية: John Farquharson)‏ هو صحفي أسترالي، ولد في 7 سبتمبر 1929 في ولونغونغ في أستراليا، وتوفي في 29 يونيو 2016.